# Халлер, Станислав
Станислав Халлер де Халленбург (пол. Stanisław Haller de Hallenburg; 26 апреля 1872, Полянка Халлера, Подгорский повят — апрель 1940, Харьков) — польский военный деятель, генерал. Двоюродный брат генерала Юзефа Халлера.

## Биография
В 1894—1918 годах находился на службе в армии Австро-Венгрии, был комендантом крепости Краков, полковник.
В 1918 году вступил в польскую армию. Во время советско-польской войны 1920 года командовал оперативной группой, успешно действовавшей под Львовом против 1-й конной армии С. М. Будённого. В результате действий оперативной группы Халлера эта армия была вынуждена отступить за Буг.
С 20 сентября 1920 года генерал Станислав Халлер командовал 6-й армией. Был награждён орденом «За воинскую доблесть» 2-й степени (один из 19 награждённых орденом этого класса в 1920—1939). Генерал дивизии.
В 1923—1925 и в мае 1926 года занимал пост начальника Генерального штаба. После прихода к власти в 1926 году Юзефа Пилсудского, будучи его политическим оппонентом, вышел в отставку.
Автор книги «Народ и армия», а также работы о перевороте Пилсудского в Варшаве в мае 1926 года.
В 1939 году был арестован органами НКВД и помещён в Старобельский лагерь. Был убит в рамках Катынских расстрелов.
В 1941 году, не знавший о его гибели глава польского правительства в Лондоне генерал Владислав Сикорский планировал назначить генерала Станислава Халлера командующим формировавшейся в СССР польской армией, но, по официальной советской версии, его не удалось разыскать.
Станислав Халлер является патроном 5-го батальона 2-го польского механизированного корпуса, базирующегося в Кракове.